# 진 빈센트
빈센트 유진 크래덕(영어: Vincent Eugene Craddock, 1935년 2월 11일 ~ 1971년 10월 12일)은 미국의 음악가이다. 로커빌리와 로큰롤의 선구자로 평가된다. 빈센트의 1956년 톱 10 히트곡 〈Be-Bop-a-Lula〉은 초기 로큰롤의 전형으로도 이름이 높다.
20세에 군대에 입대하였다. 1955년 모터사이클 사고로 심각한 부상을 당하여 군대를 제대한다. 이때의 사고로 다리를 절단해야 할 지경까지 이르렀으며, 다리절임과 만성적인 큰 고통을 떠안고 살게 되었다. 제대 이후 버지니아주 노퍽를 떠돌며 컨트리 음악을 하며 활동하였다. 1956년 악을 쓰고 엘비스 프레슬리와 대적함직한 가수를 찾고 있던 음반사 캐피틀 레코드와 계약하고 〈Be-Bop-a-Lula〉를 녹음, 동년 6월 20만장을 팔아치웠다. 빈센트는 이후로도 마이너한 히트를 기록하기는 했으나 〈Be-Bop-a-Lula〉와 견줄 수 있는 히트곡은 배출해내지 못했다.
계속해서 녹음과 투어를 병행하던 빈센트였으나 1960년 자신의 동료 로커빌리 가수 에디 코크런과 자동차 사고를 당하여 코크런은 사망, 자신은 살아남았다.
1963년 캐피틀과의 계약이 종료되고 다른 음반사에서 녹음활동을 계속하였으나 컴백 히트곡은 나오지 않았다. 1969년 토론토 록 페스티벌에 참여하여 존 레논과 같은 무대에 올랐다. 그러나 커리어를 미처 되일으키기 전에 마약·알코올 중독으로 36세에 유명을 달리하였다.